# سنجاب پرنده جنتینک
سنجاب پرنده جنتینک (نام علمی: Hylopetes platyurus) نام یک گونه از سرده جنگل‌پر است.